# Ezio Maria Gray
Ezio Maria Gray (Novara, 9 ottobre 1885 – Roma, 8 febbraio 1969) è stato un politico, giornalista e saggista italiano; fu presidente dell'Istituto Luce e dell'EIAR e, nel dopoguerra, vicesegretario nazionale del MSI.

## Biografia

### L'adesione al Partito Nazionalista

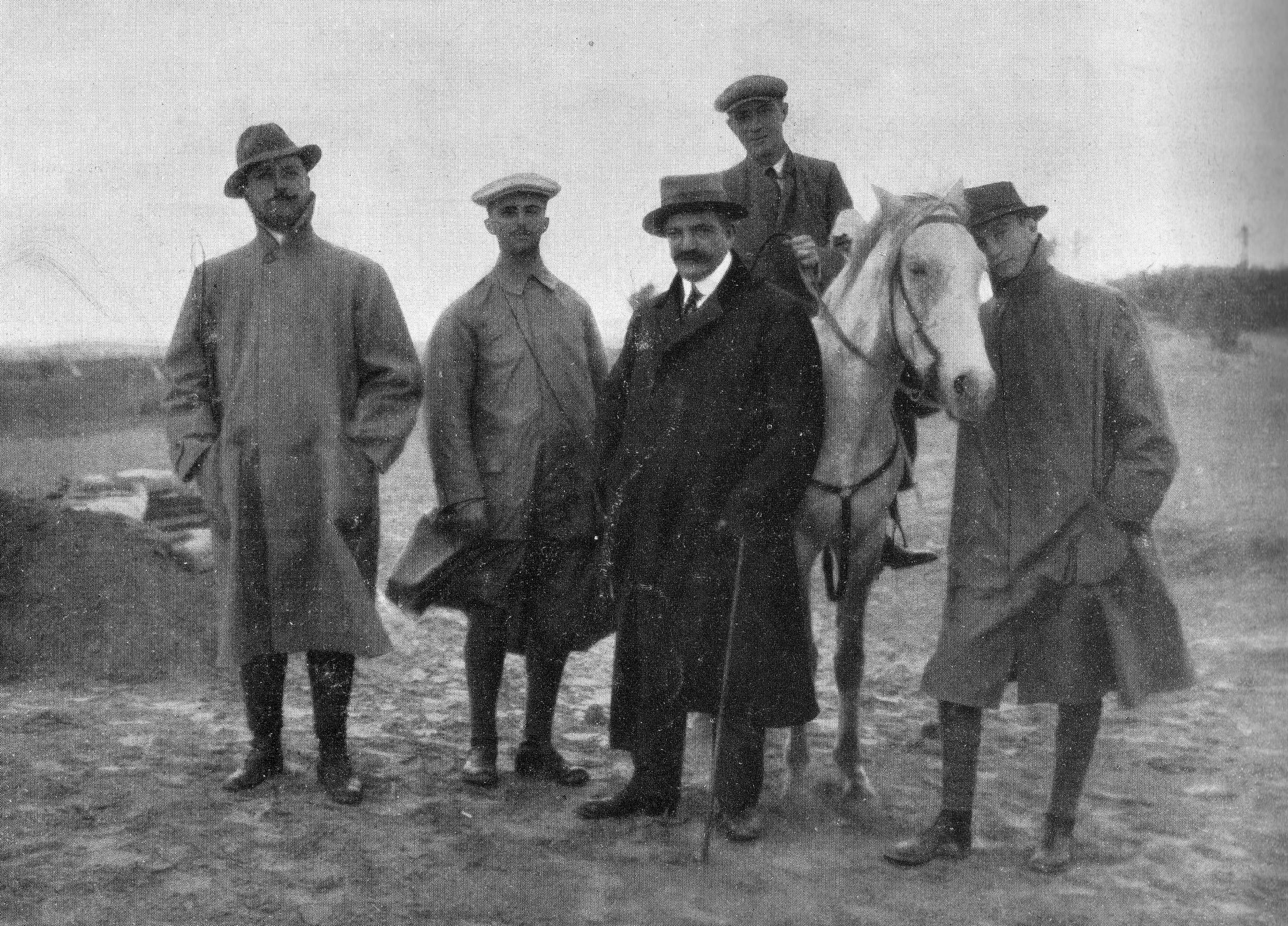
Inviato di guerra durante la guerra italo-turca, da sinistra Filippo Tommaso Marinetti, Ezio Maria Gray, Jean Carrere, Enrico Corradini a cavallo e Gualtiero Castellini

Ezio Maria Gray nacque a Novara il 9 ottobre 1885, figlio di Luigi e Licinia Santini. Nel 1903, all'età di 18 anni, decise di intraprendere la carriera giornalistica, esordendo nella Riforma di Ferrara, per poi passare alla Provincia di Ferrara. Durante gli stessi anni fu inoltre collaboratore de L'Azione, diretto dall'esponente sindacalista Enrico Leone.
Provenendo da una famiglia intrisa di ideali liberali e nazionalisti, il 27 novembre 1908 fu iniziato in Massoneria nella Loggia Garibaldi di Novara e fin dal 1910 aderì al Partito Nazionalista di Enrico Corradini e nel frattempo iniziò a lavorare come giornalista alla “Nuova Gazzetta di Novara” e a “Il Tempo” di Milano. In questo periodo Gray venne chiamato dai liberali monarchici di Forlì a fondare e dirigere la testata nazionalista romagnola “La Difesa” in aperta polemica con Mussolini, all'epoca capo a Forlì dell'ala massimalista del Partito Socialista Italiano e direttore de “La Lotta di Classe”, e con Pietro Nenni, all'epoca repubblicano e anche lui a Forlì perché segretario della nuova Camera del lavoro repubblicana nata dalla scissione da quella socialista e redattore del Pensiero Romagnolo diretto da Armando Casalini.
Nel 1911 Gray sostenne la campagna bellica libica prendendovi parte da volontario come ufficiale di Fanteria e come giornalista, dato che collaborava già per "L'Avanti della domenica".
Nel 1912 sposa Corinna Teresa Ubertis, detta Teresah, notissima scrittrice e poetessa del primo '900, con la quale vivrà tutta la vita.
Nel 1913 il partito nazionalista intraprese una forte campagna irredentistica, e Gray si distinse per l'impegnata campagna antitedesca con le pubblicazioni “Il Belgio sotto la spada tedesca” e “L'invasione tedesca in Italia”, nel quale accusa la classe politica italiana e l'alta società di essere subalterni alle mire tedesche sulla penisola italiana. Allo scoppio della Grande Guerra si arruolò ancora volontario e fu decorato con una medaglia d'argento ed una di bronzo al valor militare.
Nel 1914 fondò la corrente politica interna all'ANI dei Conservatori Nazionali esprimendo su La Nazione di Firenze il proprio pensiero:“Noi affermiamo la necessità di un'associazione che assuma la difesa del grande istituto nazionale minacciato dal socialismo. Tutti gli interessi di classe verranno valutati non nella loro separazione, bensì nella loro unione coordinata nell'interesse nazionale” (“La Nazione” 8 gennaio 1914)

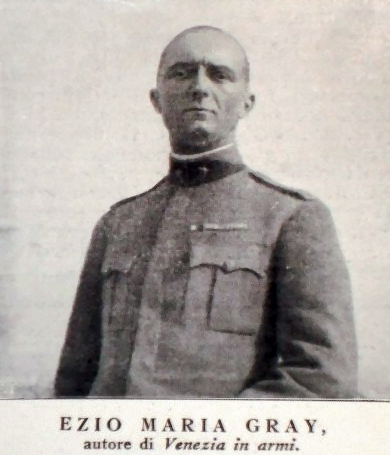
Ezio Maria Gray in divisa

Terminata la guerra Gray e Corradini formeranno i primi nuclei di resistenza ai gruppi dell'estrema sinistra. 

### Deputato alla Camera del Regno
Aderì nel novembre 1920 al Partito Nazionale Fascista e pochi mesi dopo fu segretario del Fascio di Novara. Alle elezioni del 1921 la coalizione Blocchi Nazionali di cui faceva parte il Partito Nazionalista e il partito fascista di Mussolini, conquista in Parlamento 105 seggi e Gray, già iscritto al PNF, fu eletto deputato del Regno nella circoscrizione provinciale di Novara. Aderì, contravvenendo alle disposizioni di Mussolini, al gruppo parlamentare nazionalista
. Come deputato contestò duramente il trattato di Rapallo stipulato con la Jugoslavia, accusando l'allora ministro degli esteri Sforza di avere iniziato una “politica di cessioni e abdicazioni italiane allo straniero”.
Il 24 ottobre 1922 Gray prese parte a Napoli al Congresso del Partito Nazionale Fascista e il 28 ottobre successivo partecipò alla marcia su Roma che portò al governo Mussolini.
Rieletto nel Listone fascista nel 1924 in Lombardia, fu Membro del direttorio nazionale del Partito nel 1924 e del Gran Consiglio del Fascismo, e deplorò l'uccisione di Giacomo Matteotti.
Fu rieletto Deputato alla Camera del Regno nel 1929, e nel 1934, fino al 1939. Durante la sua attività parlamentare Gray nel 1927 fu nominato presidente della Commissione della delega per l'emanazione della Carta del Lavoro.
Poi fu consigliere nazionale della Camera dei Fasci e delle Corporazioni dal 1939 al 1943, e fu eletto nel giugno 1941 Vice Presidente della Camera dei Fasci e delle Corporazioni fino al luglio 1943.
Proseguì nel contempo l'attività giornalistica e nel 1927 divenne il direttore de “L'Economia Nazionale”. Il 3 dicembre 1931 fu insignito dal re con moto proprio del titolo di commendatore dell'Ordine coloniale della Stella d'Italia. fu anche commentatore di politica estera all'EIAR.
Nel 1932 diviene presidente dell'Istituto Luce, ponendosi il compito di utilizzare l'ente come uno strumento “potente e delicato di permeazione e penetrazione presso le masse popolari” (“Dati e aspetti del problema cinematografico in Italia”, discorso pronunciato alla Camera il 17 marzo 1933), in coerenza con il suo volere diffondere la cultura anche negli strati popolari. Nello stesso anno fece parte del Comitato Esecutivo della prima, pionieristica, Mostra del cinema di Venezia.
Nel 1935 Gray fu favorevole alla guerra d'Etiopia, sostenendo la necessità di un'azione imperiale dell'Italia sul modello latino e romano, ben diversa dal colonialismo di stampo capitalistico e sfruttatore delle potenze del Nord Europa. Nel 1937 sul problema coloniale italiano scrive “Noi e Tunisi – come costruimmo la Tunisia”.
Gray fu favorevole alle leggi razziali ed appoggiò la politica di discriminazione razziale avviata dal Regime Fascista a partire dal 1938. Fu membro della Commissione per la bonifica libraria, costituita dall'allora ministro della Cultura Popolare Dino Alfieri, che aveva lo scopo di: «Fissare i criteri precisi e studiare i mezzi più rapidi e più idonei per addivenire ad una revisione totale della produzione libraria italiana e di quella straniera tradotta in italiano. La necessità di tale revisione si è resa tanto più necessaria in relazione alle superiori direttive di carattere razziale».

### Nella Seconda guerra mondiale
Durante la seconda guerra mondiale si arruolò volontario prestando servizio sul fronte occidentale come tenente colonnello di Fanteria.

#### Nella RSI
Dopo la caduta di Mussolini il 25 luglio 1943 a Gray fu offerto dall'ambasciatore tedesco Hans Georg von Mackensen di fuggire in aereo. Gray rifiutò e rimase al suo posto. Spiegherà: “Non avevo niente da temere dalla giustizia del mio Paese. Un cittadino deve stare, vivere, morire nel suo Paese, perché ritornarci dietro le baionette (sia pure alleate, ma sempre straniere) a me personalmente non avrebbe permesso di guardare in faccia ai miei connazionali rimasti in Italia al rischio”. 
Rimase alla Camera fino al 20 agosto 1943 per compiere i suoi servizi di vice-presidente.

Gray e il generale Rodolfo Graziani nel 1944

Nel settembre 1943 aderì alla Repubblica Sociale Italiana e fu commissario dell'EIAR (l'Ente Italiano per le Audizioni Radiofoniche) dal settembre 1943 al 1944. Fu nominato direttore della Gazzetta del Popolo di Torino il 17 gennaio 1944 e diresse il giornale fino al 26 aprile 1945.
La sua propaganda fu particolarmente aggressiva dopo l'adesione alla Repubblica Sociale Italiana. Così egli ad esempio scriveva sulla Gazzetta del Popolo nel periodo in cui ne fu direttore:
(Ezio Maria Gray)
L'azione del Gray, garante della provincia di Novara, pur intransigente nei principi, fu volta ad evitare spargimenti di sangue nella sua provincia. Emblematico è il fatto che si rifiutò di fornire al comando tedesco i nomi dei giornalisti della Gazzetta del Popolo che dopo l'8 settembre smisero di collaborare col Regime: “per tre volte mi venne l'ordine del comando tedesco di Torino di passargli l'elenco dei redattori che dopo l'8 settembre avevano abbandonato il loro posto per non collaborare con la RSI (…). Per tre volte rifiutai quell'elenco e mai lo consegnai perché fascisti o antifascisti che fossero, quei colleghi erano degli italiani, e io avevo il dovere di difenderli da qualunque pericolo straniero, anche se lo straniero era nostro alleato...”
All'indomani dell'omicidio di Ather Capelli, Gray lo celebrò sulla pagine della Gazzetta con un necrologio dal titolo “Amore dov'è odio, legge dov'è disordine”.
Il 25 aprile 1945 la RSI si sfaldava e Gray si trovava in provincia di Como, alla cui prefettura in maggio si consegnerà spontaneamente.

### Nel dopoguerra
Nell'ottobre 1945 fu processato per collaborazionismo e condannato a venti anni di prigione, ma dopo pochi mesi in carcere, nel 1946, fu liberato a seguito dell'amnistia Togliatti.
Nel dicembre 1946 prese parte alla fondazione del Movimento Sociale Italiano, partito per il quale scrisse la Carta programmatica in materia di politica estera ed interna. Le ultime vicissitudini giudiziarie legate alla sua partecipazione al Regime Fascista furono l'invio al confino nell'inverno 1946/1947 e una perquisizione per un processo legato ai profitti di regime, a conclusione del quale venne appurato che il patrimonio di Gray era di creazione personale e non riconducibile ad indebiti profitti tratti dall'avere ricoperto ruoli durante il ventennio. Vi furono anche dei processi per diffamazione vinti dal Gray contro testate comuniste che lo accusavano di atti sanguinosi durante la guerra civile.
Nell'ottobre 1948 fondò il settimanale Il Nazionale, "giornale indipendente di politica e cultura", con redazione a Roma, che diresse fino alla sua morte.

#### Parlamentare della Repubblica

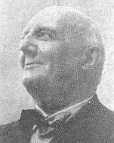
Gray negli anni '50

Nel 1953 fu eletto deputato alla Camera, nel collegio di Roma con il MSI e nello stesso anno si batté aspramente contro la circolazione di Anni facili, un film di Zampa che, pur paventando il ritorno di metodi fascisti, metteva in ridicolo l'epoca del ventennio. Al suo ingresso nel parlamento repubblicano si pose subito il problema che, essendo per Gray la sesta elezione, a lui sarebbe spettato il diritto di tenere il discorso di apertura della seduta inaugurale, ma si decise, nel caso di Gray, di non computare le legislature svolte durante il regime fascista.
Fu vicesegretario nazionale del MSI.
Fautore della scelta atlantista all'interno del MSI, Gray definì l'adesione alla NATO “un patto da accettare, non un patto da esaltare”. Rimase alla Camera fino al 1958.
Dal 1960 al 1961 fu consigliere comunale a Roma e nella sua Novara.
Nel 1963 venne eletto al Senato nelle liste del MSI, sempre nel Lazio, per la IV legislatura, diventando vice-presidente del gruppo dal 1965 al 1968.
Alle elezioni del 1968 Gray, pur non eletto, continuò ad essere il vice-segretario del Movimento Sociale Italiano e a dirigere il suo settimanale, fino alla morte l'8 febbraio 1969 a Roma.

## Opere
- La bella guerra, Bemporad, 1912
- Il Belgio sotto la spada tedesca, Beltrami, 1915
- Guerra senza sangue, Bemporad, 1916
- Con le fanterie sarde. Giornate sull'altipiano e sul Piave, Bemporad, 1918
- Il processo di Cadorna, Bemporad, 1919
- L'epopea belga, Bemporad, 1919
- I racconti della foresta e del mare, Bemporad, 1920
- Il pensiero di Benito Mussolini. Pensieri scelti dai discorsi, Alpes, 1927
- Credenti nella patria, Mondadori, 1935.
- Silvio Pellico, Zucchi, 1936
- Storia delle scienze antropologiche, Sandron, 1936
- Aurore??, Garzanti, 1938
- L'Italia ha sempre ragione, Mondadori, 1939
- Noi e Tunisi, Mondadori, 1939
- Le nostre terre ritornano... Malta,Corsica,Nizza, De Agostini, 1940.
- La Savoia, De Agostini, 1940
- Il fascismo e l'Europa: dopo vent'anni, (a cura del P.N.F), 1942
- Due anni di guerra 1940-1942, Minculpop, 1942
- Il filo di Arianna, Rizzoli, 1942

## Riconoscimenti

### Una via a Turbigo
Nel 2009, il Comune di Turbigo, in provincia di Milano, intitolò una via a Ezio Maria Gray. Nel maggio 2014, tramite un comunicato sottoscritto da diverse personalità ed associazioni legate all'antifascismo, è stata chiesta la cancellazione dell'intitolazione della via, ponendo l'accento sulle sue responsabilità come gerarca nell'Italia fascista e come membro della Repubblica Sociale Italiana cui è seguita in parlamento una interpellanza del Partito Democratico l'11 novembre 2011 che fu rigettata dal Governo che dichiarò legittima l'intitolazione.